# (4963) Kanroku
(4963) Kanroku est un astéroïde de la ceinture principale.

## Description
(4963) Kanroku est un astéroïde de la ceinture principale. Il fut découvert le 18 février 1977 à Kiso par Hiroki Kosai et Kiichiro Hurukawa. Il présente une orbite caractérisée par un demi-grand axe de 2,60 UA, une excentricité de 0,16 et une inclinaison de 11,8° par rapport à l'écliptique.

## Compléments